# 지.아이.조: 전쟁의 서막
《지.아이.조: 전쟁의 서막》(영어: G.I. Joe: The Rise of Cobra)은 2009년 개봉한 미국의 SF 액션 영화이다. 해즈브로의 액션피겨 시리즈 G.I. 조를 영화화한 작품이다. 스티븐 소머스 감독이 연출했고 채닝 테이텀, 데니스 퀘이드, 시에나 밀러, 말런 웨이언스, 조지프 고든레빗, 크리스토퍼 에클스턴, 이병헌, 레이 파크 등이 출연했다.

## 줄거리
멀지 않은 미래. 중세시대 무기상의 후예이자 거대 무기 제조회사 '마스'의 대표인 제임스 매컬런은, 금속으로 된 것이라면 모든 것을 부식시키는 가공할 위력의 나노테크 무기를 발명한다. 매컬런은 이 무기를 나토에 팔게 되고 재능 있는 미군 병사 듀크와 립코드가 그 후송 임무를 맡게 된다. 그러나 후송대는 정체불명의 특수조직에게 습격당한다. 듀크는 그 지휘관인 일명 '남작부인'이 자신의 옛 약혼자 애나임을 알아보고 혼란에 빠진다. 남작부인은 나노 무기를 탈취하려 시도하나, 곧 특수부대 '지아이조'의 등장으로 저지된다. 듀크와 립코드는 이집트에 위치한 지아이조의 비밀 본부로 가서 사령관인 호크 장군과 만난다. 듀크와 립코드는 후송 임무를 다한다는 명목으로 지아이조에 채용되어 혹독한 훈련을 받는다.
남작부인의 나노 무기 탈취는 사실 매컬런이 조작한 것으로, 그는 이를 나토의 일로 꾸며 세상을 혼란과 공포에 빠뜨리려는 음모를 꾸미고 있었다. 매컬런은 수하인 과학자 닥터의 실험으로 개조된 두려움 없는 나노 병사들과, 냉혹한 닌자인 스톰 섀도, 변장술의 달인 자탄, 그리고 남작부인을 지아이조 본부에 보내 나노 무기를 다시 탈취하게 한다. 갑작스러운 습격에 지아이조는 속수무책으로 당하고 나노 무기도 빼앗기고 만다.
매컬런의 다음 계획은 자신들의 나노 무기의 위력을 전 세계에 선보이는 것이었다. 남작부인과 스톰 섀도는 파리의 입자 가속기 연구 시설의 연구원을 속여 나노 무기를 양산한 뒤, 그것으로 에펠탑을 없애기로 한다. 이를 알게 된 지아이조 대원들이 이들을 막기 위해 움직이고 파리 시내에서 추격전이 벌어진다. 간발의 차로 나노 무기가 발사되고 에펠탑은 결국 무너지고 만다. 설상가상으로 듀크는 남작부인에게 포로로 끌려가고, 지아이조 대원들은 프랑스 경찰에게 체포되어 미국으로 강제 송환되는 처지에 놓인다.
매컬런은 나노 미사일을 베이징, 모스크바, 워싱턴 DC에 쏘아 무너뜨리고, 미국 대통령을 자신들의 손 안에 넣기로 한다. 하지만 이때 듀크의 기지로 매컬런의 본거지가 북극의 해저 기지에 있음이 지아이조 대원들에게 알려진다. 지아이조 대원들은 해저 기지를 급습하고, 립코드의 용감한 활약으로 미사일을 모두 파괴하는 데 성공한다. 뒤이어 스네이크 아이즈는 자신의 옛 숙적이었던 스톰 섀도와 결투하여 쓰러뜨린다. 한편 듀크는 닥터의 정체가 애나의 동생 렉스임을 알고 경악한다. 듀크의 군 후임이었던 렉스는 듀크의 실수로 그만 전장 한복판에 버려져 사망한 것으로 알려져 있었으나, 실제로는 타겟 지점에서 발견한 나노 기술에 회유되어 매컬런의 편에 서고 누나를 세뇌한 것이었다. 듀크는 나노 병사로 개조될 위기에 처하나 남작부인, 즉 애나가 세뇌에서 풀려나 듀크를 구해준다. 매컬런이 나타나 화염방사기를 겨누지만, 듀크의 반격으로 총이 폭발해 화상을 입는다.
듀크는 애나를 데리고 지아이조와 합류한다. 렉스는 기지를 자폭시키고는 도주한다. 그리고 화상으로 얼굴이 망가진 매컬런에게 나노 마스크를 씌우고, 그 자신은 악의 조직 코브라의 사령관으로 각성한다. 하지만 그 순간 듀크가 이끌고 나타난 지아이조 대원들에게 사로잡혀 매컬런과 함께 투옥되고 만다. 코브라의 부상이 저지된 후, 아직 세뇌가 온전히 풀리지 않은 애나는 지아이조의 정신병동에서 치료받기로 한다. 한편 백악관에서는 대통령이 승리를 기뻐하지만, 사실 그는 혼란의 와중 나노 기술로 대통령의 얼굴로 위장한 자탄인 것으로 밝혀진다.

## 출연
- 채닝 테이텀 - 콘래드 "듀크" 하우저
- 데니스 퀘이드 - 클레이턴 애버내시 / 호크 장군
- 애디왈레이 애키누에이아그바제이 - 허셜 돌턴 / 헤비 듀티
- 조지프 고든레빗 - 렉스 루이스 / 닥터
- 크리스토퍼 에클스턴 - 제임스 매컬런 / 데스트로
- 시에나 밀러 - 애나 루이스 / 남작부인
- 이병헌/브랜던 수 후(아역) - 토머스 아라시카게 / 스톰 섀도
- 레이철 니컬스 - 샤나 오하라 / 스칼렛
- 말런 웨이언스 - 월리스 윔스 / 립코드
- 레이 파크/리오 하워드(아역) - 스네이크 아이즈
- 사이드 타그마우이 - 아벨 샤즈 / 브레이커
- 아널드 보슬루 - 자탄
- 카롤리나 쿠르코바 - 커버걸
- 조너선 프라이스 - 미국 대통령
- 그레고리 피투시 - 다니엘 드코브레 / 남작
- 제럴드 오카무라 - 마스터
- 브렌던 프레이저 - 제프리 스톤 4세 / 스톤 하사(카메오)
- 케빈 J. 오코너 - 마인드벤더 박사(카메오)

## 기타
- 총괄프로듀서: 게리 바버
- 총괄프로듀서: 로저 번바엄
- 공동제작: 매튜 스틸먼
- 공동제작: 조앤 페리타노
- 공동제작: 데이비드 민코브스키
- 협력프로듀서: 클리프 래닝
- 미술: 에드 버렉스
- 세트: 케이트 J. 설리반
- 의상: 엘렌 미로닉
- 배역: 낸시 비솝
- 배역: 론나 크레스